# Elettromotrici AMT 01-06
Le elettromotrici AMT 01 ÷ 06 ("Serie 0") sono elettrotreni articolati costruiti per la metropolitana di Genova su progetto Ansaldo.

## Storia
I convogli sono nati per il trasporto di viaggiatori sulla metropolitana di Genova.
Il progetto ebbe origine all'inizio degli anni ottanta in seguito all'assunzione della direzione dell'azienda dei trasporti di Genova da parte dell'ingegner Domenico Mastropasqua; questi propendeva per una soluzione che evitasse salti di livello all'interno in corrispondenza del passaggio di intercomunicazione tra le vetture accoppiate. Altro vincolo determinante per il progetto fu la necessità di utilizzare la galleria Certosa, costruita all'inizio del XX secolo per le linee tranviarie cittadine a doppio binario che esistevano all'epoca e, di conseguenza, dotata di una larghezza piuttosto ridotta: pertanto ci si orientò verso una rielaborazione del modello “Tram 2000” in uso sulla rete tranviaria di Zurigo. L'incarico venne affidato alla Officina Meccanica della Stanga perché ottenutane la licenza ne riprogettasse l'esecuzione adattandola alle specifiche della committenza genovese che aveva scelto lo scartamento normale (anziché quello ridotto di Zurigo). Nel dicembre 1981 fu presentato alla cittadinanza un simulacro del frontale, evidentemente ispirato al “Tram 2000”.
Successivamente l'estetica del frontale fu modificata. La prima vettura venne consegnata nel febbraio 1985 e provata nel deposito di Precotto della linea M1 della metropolitana di Milano. Le altre cinque elettromotrici seguirono nell'estate dello stesso anno.
Le elettromotrici restarono inattive per alcuni anni perché i lavori di costruzione della prima tratta della metropolitana di Genova durarono più del previsto, con la prima tratta attivata solo nel giugno del 1990. Le elettromotrici hanno assunto la numerazione progressiva da 01 a 06.

## Caratteristiche
La cassa è di classica foggia tranviaria, con quattro porte per fiancata; a conferma della sua derivazione dal mondo tranviario, il mezzo presenta anche gli indicatori di direzione, non necessari per l'uso metropolitano. Le porte originali, a libro ed azionate elettropneumaticamente, sono state sostituite tra il 2011 ed il 2012 con porte ad espulsione su tutte le elettromotrici.
Il carrello centrale è folle, mentre i due di estremità sono dotati di un motore di trazione ciascuno.
Il piano di incarrozzamento (o piano di calpestio) è posto a 880 mm rispetto al piano del ferro, più in basso rispetto al valore di 1100 mm in uso nella maggior parte delle metropolitane.
Il circuito di controllo della potenza è a chopper; l'alimentazione avviene tramite pantografo monobraccio da linea aerea di contatto, in corrente continua a 750 V.
I convogli sono telecomandabili e possono essere uniti tra loro, fino ad un massimo di tre unità, mediante accoppiatori automatici; sulla metropolitana genovese viaggiano in complessi da due unità ognuno, andando a formare tre convogli.
Il sistema frenante è di tipo elettrico combinato. La frenatura di emergenza fa uso di pattini elettromagnetici.